# Josef von Skribanek

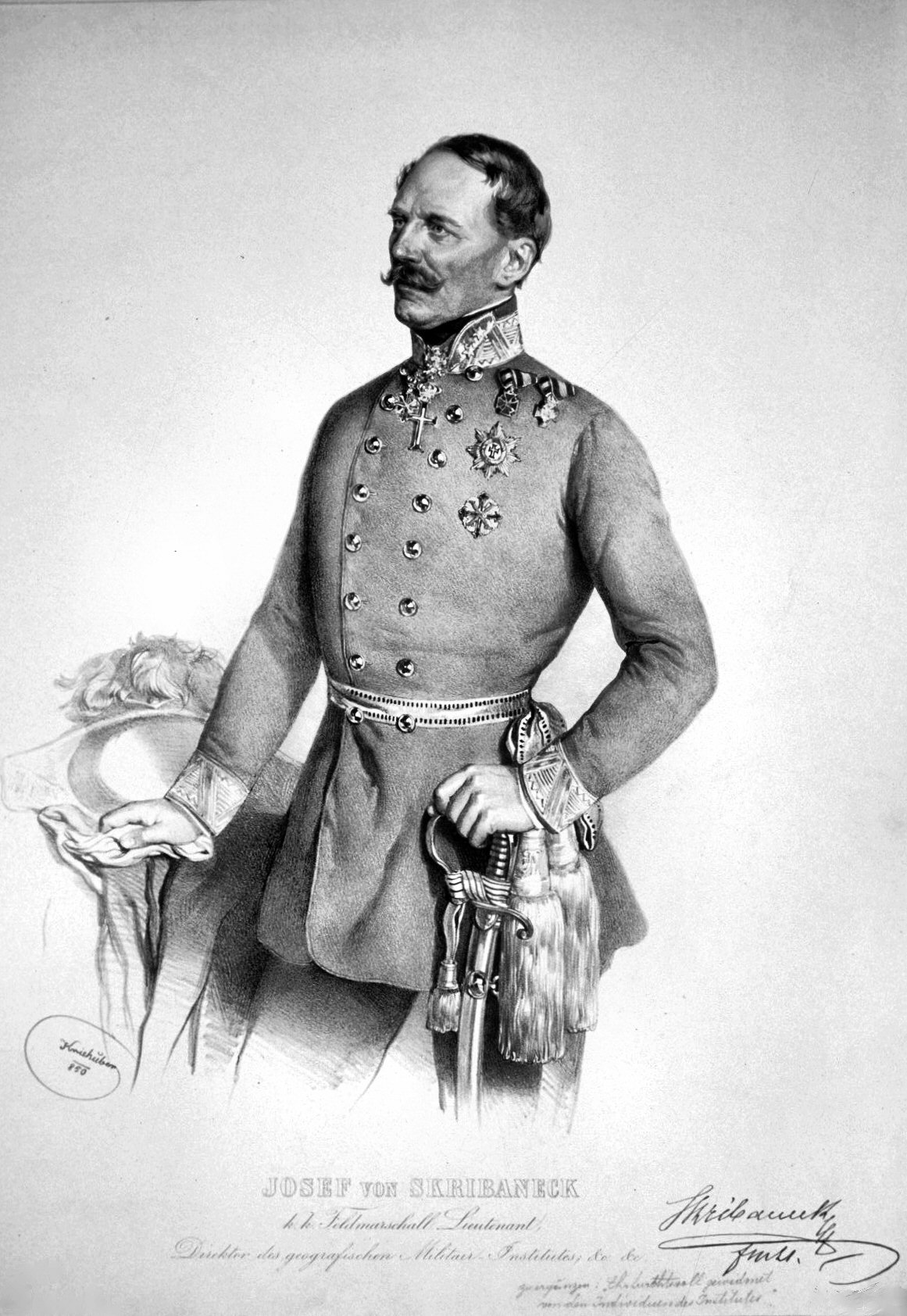
Josef von Skribaneck

Josef Freiherr von Skribanek, auch Skribaneck, (* 1788 in Wien; † 29. Mai 1853 ebenda) war ein k. k. Feldmarschallleutnant, langjähriger Direktor des Militärgeographischen Instituts, Kartograph und Kupferstecher.

## Biographie

### Frühe Jahre

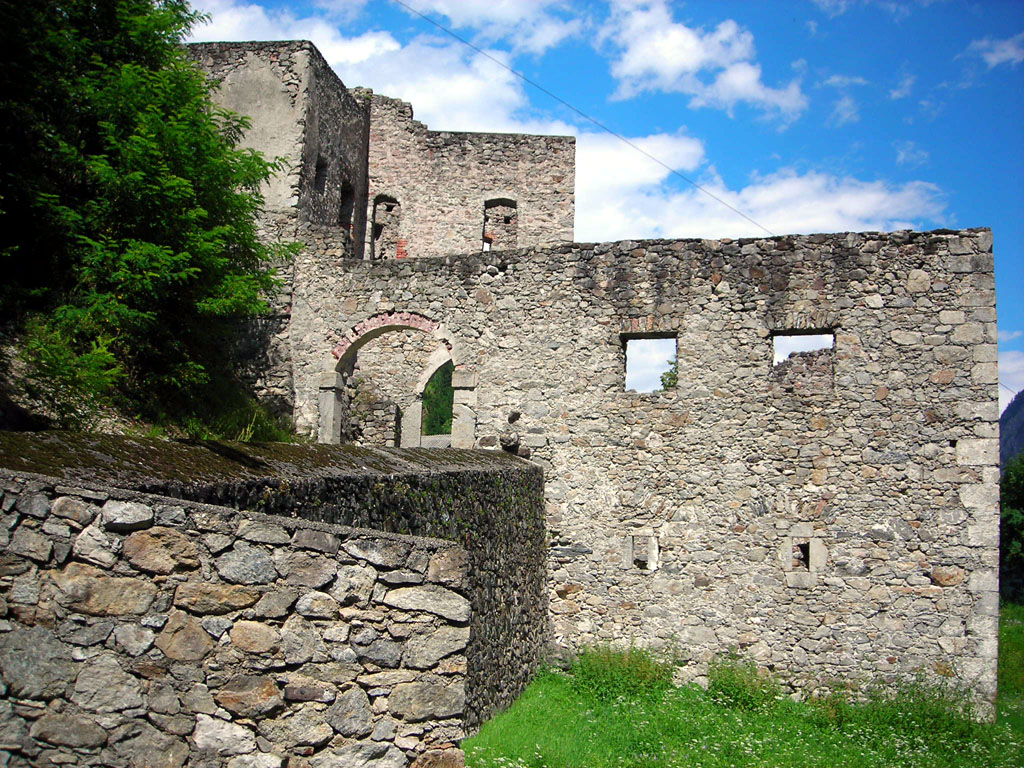
Heutige Ruine der Lienzer Klause

Seine Militärlaufbahn hatte Skribanek am 12. Nov. 1803 als Ex propriis-Kadett bei der k. k. Marine-Artillerie begonnen. Er wurde im Dezember 1804 zum Munitionär ernannt, kämpfte in dieser Eigenschaft im Jahre 1805 bei der Verteidigung von Venedig und im Seegefecht von Rimini, wo er am rechten Fuß schwer verwundet wurde. Im Jahre 1806 wurde er dem Generalstab zugeteilt, teils im Kriegsarchiv, teils im geographischen Fach verwendet und am 16. Februar 1809 zum Leutnant beim 9. Feldjägerbataillon befördert. Als solcher hatte er an den Gefechten bei Boca di Velo, Calliano, Volano, bei Wörl und am Bergisel in Tirol teilgenommen. Nach Beendigung des Krieges kam er in das „Topographische Bureau“ und wurde am 16. Juli 1813 zum Oberleutnant im Generalstab befördert.
Während der Feldzüge 1813 und 1814 war Skribanek mit der Führung der Adjutantur beim Generalstab im Innern betraut und rückte am 2. Juli 1815 zum Hauptmann vor. Er war während des Feldzugs von 1815 in der Operationskanzlei unter General Langenau verwendet, später wurde ihm die Aufsicht über die Zeichnungskanzlei im Präsidialbüro des Hofkriegsrates übertragen. Im Jahr 1820 befand er sich bei der Aufnahme von Parma, 1821 bei der Generalstabsabteilung der Okkupationsarmee in Neapel.

### Im militärgeographischen Institut

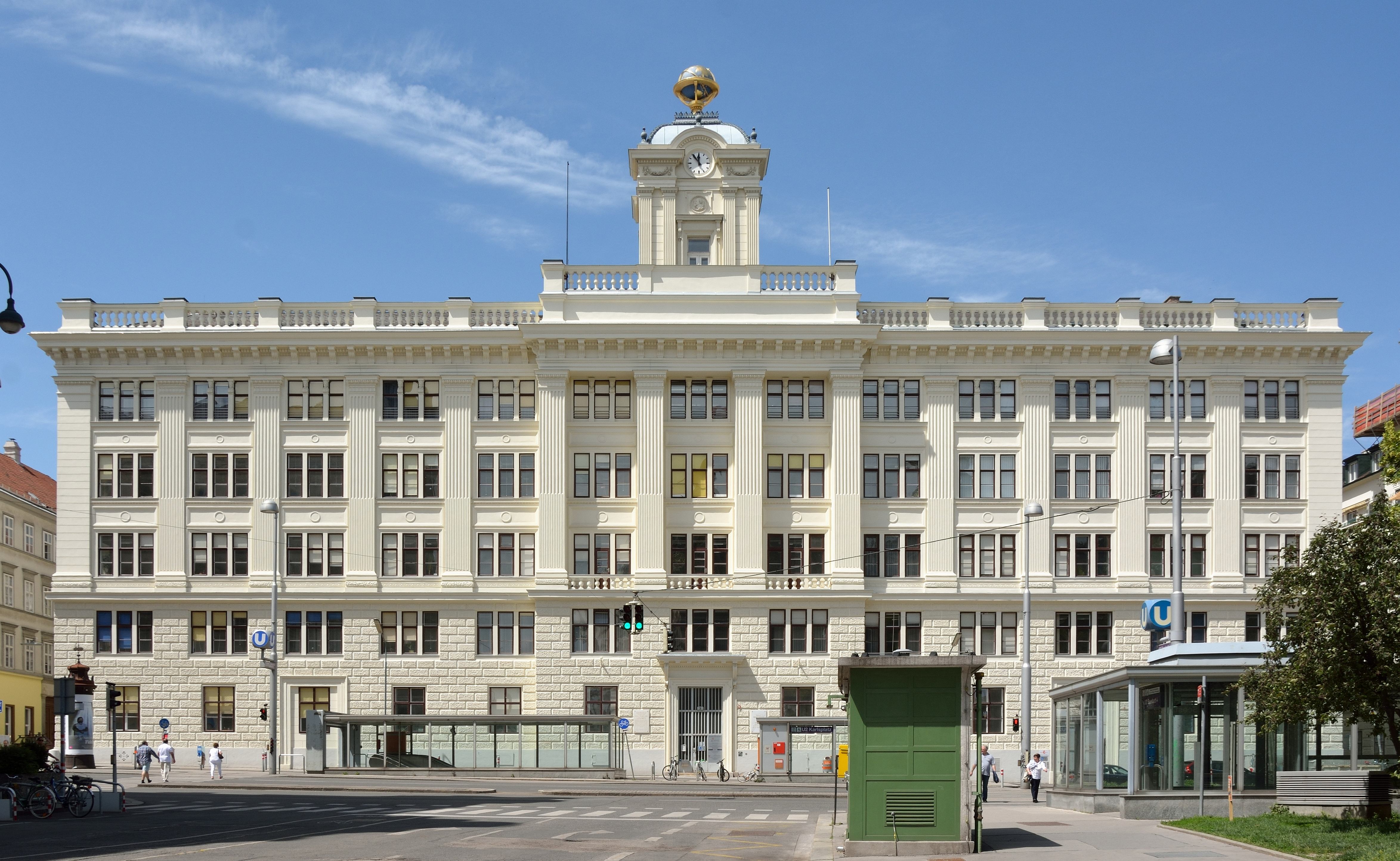
Ehemaliges Militärgeographisches Institut

Der Offizier erhielt 1822 seine Verwendung im militärgeographischen Institut zu Mailand. Er erstellte 1821 eine ausführliche Denkschrift mit dem Thema „Ideen über die Errichtung eines topographisch-lythographischen Bureau“, worin er die Vorteile der Lithographie wegen ihres geringen Kostenaufwands hervorhob und dabei auf den Nutzen für das Kataster in Bayern verwies.
Am 1. Mai 1828 zum Direktor des topographischen Bureaus und der lithographischen Anstalt in Wien ernannt, rückte er am 4. Dezember des Jahres zum Major, und erhielt 1831 das Komturkreuz des Constantinischen St.-Georgs-Ordens.
Am 17. März 1835 wurde der Major zum Oberstleutnant im k. k. Generalquartiermeisterstab und seit 1836 Direktor der topographischen und lithografischen Anstalt in Wien innerhalb des Bereichs der Militärmappierung. Er wurde in dieser Funktion am 1. Juli 1837, mit Diplom vom 15. Oktober des Jahres, in den Adelsstand erhoben.
Am 10. Juli 1838 avancierte Skribanek zum Oberst im Generalquartiermeisterstab mit Belassung seiner Anstellung, wurde 1839 zuerst Unterdirektor des militärgeographischen Institutes und 1841 Direktor desselben. In dieser Zeit wurde er mit dem päpstlichen Christusorden geehrt. In dieser Eigenschaft wurde Skribanek am 27. März 1846 zum Generalmajor und am 30. April 1849 zum Feldmarschalleutnant ernannt. Dank seiner Bemühungen war es gelungen, die ausgezeichnetsten Kräfte der beiden Anstalten, Wien und Mailand, zu vereinen und die berühmte Einrichtung des daraus hervorgegangenen militärgeographischen Instituts, sowie die neuerliche Gründung eines eigenen Ingenieur-Geographen-Korps zu erwirken. Das unter seiner Leitung stehende Institut erhielt für seine hervorragenden Leistungen im Fach der militärischen Karten (Aufnahm- und Detailkarten der Umgebungen von Wien und von Italien) bei der großen Industrieausstellung zu London am 16. Oktober 1851 die große Medaille (Conseilsmedaille), wobei der Hauptteil des Ruhmes wohl ihrem jahrelangen Leiter gebührte.
Der Direktor des Militärgeographischen Instituts wurde am 17. Dezember 1851 einstimmig zum wirklichen Mitglied der königlich geographischen Gesellschaft zu London, deren korrespondierendes Mitglied er bereits seit 1838 gewesen war. Er wurde am 24. Mai 1852 zum Ehrenmitglied des Instituts benannt. 1850 war er mit dem kaiserlich russischen St.-Annen-Orden 1. Klasse dekoriert worden.
Am 12. Mai 1853 trat Feldmarschalleutnant Josef von Skribanek in den Ruhestand und erhielt bei dieser Gelegenheit infolge seiner 50-jährigen tadellosen Dienstleistung das Komturkreuz des kaiserlich österreichischen Leopold-Ordens. Mit Diplom vom 27. Mai des Jahres erhob ihn Kaiser Franz Joseph I., gemäß den Statuten des Ordens, in den erbländisch-österreichischen Freiherrnstand.
Nach seinem Tod fand die Einsegnung am 1. Juni des Jahres im Stephansdom statt. Der Freiherr  wurde auf dem Sankt Marxer Friedhof beerdigt.
Der General hatte erreicht, dass die angewandte Spezialtopographie in ihren Leistungen einen europäischen Spitzenruf erlangte.

## Familie
Mit seiner Frau Emma hatte er zwei Kinder. Sein Sohn August († 20. Februar 1869 bei Lesina) ging zur Marine und verunglückte als Leutnant beim Untergang der Fregatte „Radetzky“ tödlich. Seine Tochter Everidla Karolina heiratet am 5. Juli 1884 in Wien Leopold Maria Graf von Kaunitz (* 11. Oktober 1839 in Wien; † 2. August 1887 ebenda).